# RDS-37
RDS-37 war die erste zweistufige Wasserstoffbombe der Sowjetunion, die erstmals am 22. November 1955 getestet wurde. Die Waffe hatte eine Nennleistung von etwa 3 Megatonnen. Für den Test wurde sie auf 1,6 Megatonnen herunterskaliert. Die RDS-37 war die erste "echte" zweistufige Wasserstoffbombe der Sowjetunion und die erste aus der Luft abgeworfene Thermonuklearbombe.

## Entwicklung
Die RDS-37 war eine Reaktion auf die Bemühungen der Vereinigten Staaten. Zuvor hatte die Sowjetunion angeblich viele ihrer Spione in den USA eingesetzt, um ihnen dabei zu helfen, Methoden und Ideen für die Atombombe zu entwickeln. Die Herstellung der Wasserstoffbombe erforderte weniger Anwendung dieser Methode, obwohl sie immer noch Hilfe von einigen Spionen erhielten, vor allem von Klaus Fuchs.
1945 beschloss die Sowjetunion, an einem Entwurf für eine "Superbombe" zu arbeiten. Ebenfalls 1945 hielt Enrico Fermi in Los Alamos Vorträge über den Fusionsprozess. Am Ende seines Vortrags stellte er fest, „dass bisher alle Schemata zur Initiation des Super [sehr vage] sind“.
Im Frühjahr 1946 richtete Edward Teller eine Konferenz ein, um alle über die Wasserstoffbombe bekannten Informationen auszuwerten. Klaus Fuchs nahm an derselben Konferenz teil. Im selben Jahr postulierte Teller ein neues Design für die Wasserstoffbombe, die er "Alarm Clock" nannte, und schlug vor, Lithium-6-Deuterid anstelle von reinem Deuterium zu verwenden.
Klaus Fuchs hatte Informationen sowohl über die Atombombe als auch über die Wasserstoffbombe an die Sowjetunion weitergegeben. Diese Informationen führten zur Rekrutierung der Gruppe von Igor Tamm, deren Arbeit zur Entwicklung der Wasserstoffbombe beitrug. Die Inhalte, die Fuchs 1948 lieferte, betrafen nicht nur die Wasserstoffbombe, sondern die Atomindustrie insgesamt. Es gab einen detaillierten Einblick in das Bombendesign mit einem zweistufigen Zündblock.

Die Entwürfe wurden schnell an Lavrentiy Beria geschickt, der von Joseph Stalin mit dem sowjetischen Bombenprogramm beauftragt worden war, und an Igor Wassiljewitsch Kurtschatow, Boris Wannikow und Juli Chariton weitergeleitet, um diese Entwürfe zu validieren und zu bewerten. Am 5. Mai 1948 schrieben Wannikow und Kurtschatow eine Antwort, in der es hieß: 
In Bezug auf das Material Nr. 713a die grundlegenden Ideen über die Rolle von Tritium bei der Explosionsübertragung von einem Uran-235-Zünder auf Deuterium, über die Notwendigkeit einer sorgfältigen Auswahl der Uran-Zünderkraft und über die Rolle von Teilchen und Photonen darin die Übertragung der Explosion auf Deuterium sind neu. Diese Materialien sind insofern wertvoll, als sie für Cde hilfreich sind. Seldowitsch bei seiner Arbeit an der Superbombe, die gemäß den von der Ersten Hauptdirektion genehmigten Operationsplänen durchgeführt wurde. In diesem Bereich sollte verstärkt geforscht und mit der Arbeit an der praktischen Gestaltung begonnen werden.
Wannikow machte sich daran, Deuterium und seine Wirkungen zu untersuchen. Chariton schickte am 5. Mai 1948 auch seine Antwort, in der er die Sowjetunion aufforderte, eine Designgruppe einzurichten.
Zu dieser Zeit wussten nur sehr wenige Menschen etwas über das Design von Wasserstoffbomben. Auch die Wissenschaftler in den Vereinigten Staaten haben ihre eigenen Entwürfe nicht vollständig verstanden. Die Sowjetunion richtete eine Gruppe ein, um an der Wasserstoffbombe zu arbeiten. Im August 1948 postulierte Andrei Sacharow die Sloyka- oder Schichtkuchenmethode, die aus abwechselnden Schichten von Uran und thermonuklearem Brennstoff bestand. Anfang 1949 wurde dieses Schichtkuchendesign mit Lithium-6-Deuterid als thermonuklearem Brennstoff optimiert.
Anfang 1950 wurde Klaus Fuchs in Großbritannien festgenommen und konnte seine Spionagetätigkeit für die Sowjetunion nicht fortsetzen.
Die sowjetischen Wissenschaftler hatten die Idee, die Deuteriumdichte zu erhöhen. Sacharow und sein Team sahen die Möglichkeit, innerhalb des Schichtkuchens eine kleinere Atombombe zu zünden. Diese Idee war erfolgreich und die erste Implementierung wurde auf den RDS-6s verwendet. Die RDS-6 ebneten den Weg für die RDS-37. Bis 1952 begann die Sowjetunion, die zweistufige Bombe vollständig in Betracht zu ziehen. 1954 wurde der Plan jedoch endlich verwirklicht. Vor 1954 wurde angenommen, dass die thermonukleare Vorrichtung nicht durch Strahlung ausgelöst wird, sondern durch eine Stoßwelle.
Am 1. November 1952 testeten die Vereinigten Staaten ihre erste „Wasserstoffbombe“ mit dem Codenamen Ivy Mike. Das Design basierte auf dem Teller-Ulam-Layout. Ivy Mike war keine brauchbare Waffe. Sie war riesig und wog 82 Tonnen. Am 12. August 1953 hatten die Sowjets ihre eigene "Wasserstoffbombe" in einem Testcode namens "Joe 4" getestet, der auf dem Schichtkuchen-Design basierte. Zu diesem Zeitpunkt hatte niemand eine "echte" Wasserstoffbombe geschaffen. Alle anderen Tests hatten eine Kilotonnenausbeute.

Im Frühjahr 1954 begannen die sowjetischen Wissenschaftler die Möglichkeit zu verstehen, Strahlung vom Zünder der Atombombe freizusetzen und damit den Fusionsteil der Bombe zu initiieren. Diese Idee entspricht dem Teller-Ulam-Design, das bei der Mike-Detonation verwendet wurde. Anschließend gaben sie die einstufigen Schichtkuchen- und Rohrkonstruktionen auf und konzentrierten sich ganz auf das zweistufige Bombenprojekt. In einem 1954 veröffentlichten Bericht über die Tätigkeit des theoretischen Sektors Nr. 1 heißt es:
Die Atomkompression wird in Zusammenarbeit mit Mitgliedern des Sektors Nr. 2 theoretisch untersucht. Die Hauptprobleme der Atomkompression befinden sich im Entwicklungsstadium. Emission von Strahlung aus der Atombombe, die zum Komprimieren des Hauptkörpers verwendet wird. Berechnungen zeigen, dass Strahlung sehr stark emittiert wird. Umwandlung von Strahlungsenergie in mechanische Energie zum Komprimieren des Hauptkörpers. Diese Grundsätze wurden durch die Bemühungen der Sektoren Nr. 2 und Nr. 1 entwickelt.
Am 22. November 1955 testeten die Sowjets ihre erste echte zweistufige Wasserstoffbombe im Megatonnenbereich, die RDS-37. Dieser Test implementierte die zweistufige Strahlungsimplosion. Dies war auch der weltweit erste aus der Luft abgeworfene Fusionsbombentest.

## Grundlagen der RDS-37
Nach dem Bravo-Test im März 1954 begannen sowjetische Wissenschaftler, nach Wegen zu suchen, um eine effektive thermonukleare Bombe mit großer Reichweite herzustellen. Nach intensiver Recherche vergangener Erfahrungen mit diesen Bomben wurde eine neue zweistufige Bombe entwickelt.
| RDS-37       | RDS-37               |
| Information  | Information          |
| ------------ | -------------------- |
| Nation       | Sowjetunion          |
| Testort      | Semipalatinsk        |
| Datum        | 22. November 1955    |
| Anzahl Tests | 1                    |
| Testtyp      | Atmosphärischer Test |
| Waffentyp    | Fission              |
| Sprengkraft  | 1,6 Mt TNT           |

Die thermonuklearen Ladungen der RDS-37 basieren auf grundlegenden wissenschaftlichen Konzepten der Hochenergiedichte aus der Physik. Das Prinzip der Strahlungsimplosion geht von drei Konzepten aus. Laut Ilkaev sind dies: "Der überwiegende Anteil der Energie der Explosion der Kernladung (des Primärmoduls) wird in Form von Röntgenstrahlung erzeugt; die Energie der Röntgenstrahlung wird zur Fusion transportiert; die Implosion des Fusionsmoduls unter Nutzung der Energie der 'abgegebenen' Röntgenstrahlung". Hoffnungen auf eine bessere Verdichtung von Nuklearmaterial, die eingeleitet werden könnte, waren vorhanden Diskussion seit den frühen 1950er Jahren.
Nicht lange danach begannen Jakow Borissowitsch Seldowitsch und Andrei Sacharow, an dieser Theorie zu arbeiten. "Im Januar 1954 betrachteten Ja. B. Seldowitsch und A. D. SacharoW im Detail ein Gerätelayout, das das Prinzip einer zweistufigen Kernladung beinhaltete."
Viele Menschen fragten sich, ob sie von Anfang an erfolgreich sein könnte. Fragen zur zweistufigen Kernladung fielen in zwei Kategorien.
Die erste Reihe von Fragen betraf die nukleare Implosion. Das erste Modul oder der Spaltauslöser, initiiert "durch Kompression von Kernmaterial oder Spaltung und Verschmelzung von Materialien durch sphärische Explosion chemischer Sprengstoffe, bei der die sphärische Symmetrie der Implosion durch die anfängliche sphärisch symmetrische Detonation des Sprengstoffs diktiert wurde".
Es schien keine Möglichkeit zu geben, wie „eine heterogene Struktur, die aus einer primären Quelle und einem komprimierbaren sekundären Modul besteht, die kugelsymmetrische nukleare Implosion“ aufrechterhalten könnte.
Das Folgende ist ein Bericht von Sacharow und Romanow vom 6. August mit dem Titel „Atomic Compression“. "Die Atomkompression wird in Zusammenarbeit mit Mitgliedern des Sektors Nr. 2 theoretisch untersucht. Die Hauptprobleme der Atomkompression befinden sich im Entwicklungsstadium.
(1) Strahlungsemission von der Atombombe, die zum Komprimieren des Hauptkörpers verwendet wird.
(2) Umwandlung von Strahlungsenergie in mechanische Energie zum Komprimieren des Hauptkörpers. Diese Prinzipien wurden durch die Teamarbeit der Sektoren Nr. 2 und Nr. 1 (Ja. B. Seldowitsch, Ju. A. Trutnjew und A. D. Sacharow) entwickelt...".
Dieses Problem mit einer zweistufigen Kernladung bringt zwei weitere Probleme mit sich. Erstens: "Was ist nun der Träger der explosiven Energie der ursprünglichen Quelle?". Zweitens: "Wie wird diese Energie zum sekundären Modul transportiert?".
Der zweite Fragenkomplex betrifft das sekundäre Modul, das von der nuklearen Implosion des Kernspaltungsauslösers betroffen ist. Zuerst dachten Wissenschaftler, dass die Energie einer nuklearen Initiierung des Spaltauslösers in einer zweistufigen Ladung durch den Fluss der Initiierungsprodukte transportiert würde, wenn sich die Stoßwelle durch die heterogene Struktur des sekundären Moduls ausbreitet.
Seldowitsch und Sacharow "beschlossen, ein Analogon des inneren Elements der RDS-6-Ladung für das grundlegende physikalische Element des sekundären Moduls zu wählen, d. h. die 'geschichtete' sphärische Konfiguration des Systems".

## Faktoren hinter dem Design
Die Sowjetunion war in der Lage, ohne die Hilfe von Außeninformationen einige ähnliche Errungenschaften wie die Vereinigten Staaten zu erzielen. „Das aktive Material würde, anstatt zunächst eine feste Kugel zu sein, wie bei der Nagasaki-Bombe, als Hülle mit einer ‚schwebenden‘ Kugel in der Mitte hergestellt werden. Ein Teil des teuren Plutoniums wurde durch weniger teures Uran-235 ersetzt. Die Levitation erhöhte die Energieausbeute und ermöglichte es, die Größe und das Gewicht des Sprengstoffs zu reduzieren. Ähnliche Errungenschaften wurden ohne Spionage von den sowjetischen Laboratorien erzielt.“ Die abgeleitete ursprüngliche Weckermethode wurde von Stanislaw Ulam bewertet, der entschied, dass es schwieriger und kostspieliger sein würde als erwartet. Während dieser Zeit konzentrierten sich die Vereinigten Staaten auf den Wecker, während sich die Sowjetunion auf die Sloyka-Methode konzentrierte. Das Wecker-Dilemma dauerte bis 1951, als Ulam auf die Idee kam, eine thermonukleare Sekundärbombe mit dem hydrodynamischen Schock einer primären Spaltbombe zu komprimieren. Teller stimmte dieser Methode zu und änderte sie sogar, indem er den Druck der Strahlung des Primärschocks anstelle des hydrodynamischen Schocks verwendete.
Nachdem Teller diese Methode schließlich akzeptiert hatte, blieb die Frage offen. Um welchen thermonuklearen Brennstoff würde es sich handeln? Die drei wichtigsten Alternativen waren Lithiumdeuterid, deuteriertes Ammoniak und flüssiges Deuterium. „Jedes hatte seine Vor- und Nachteile, Lithiumdeuterid wäre das am einfachsten zu konstruierende Material, weil es bei Raumtemperatur fest war, aber die Züchtung von Tritium innerhalb der Bombe aus Lithium erforderte eine komplexe Kette von thermonuklearen Reaktionen, an denen nur eines der mehreren Isotope von Lithium beteiligt war.“ Deuteriertes Ammoniak konnte bei mäßiger Kühlung oder unter mildem Druck in der flüssigen Phase gehalten werden, aber seine physikalischen Eigenschaften waren zu diesem Zeitpunkt noch nicht bekannt. Das Problem mit flüssigem Deuterium war, dass die Technologie, es in großen Mengen zu übertragen und zu speichern, noch nicht entwickelt war. Die Vereinigten Staaten entschieden sich für flüssiges Deuterium als thermonuklearen Brennstoff. Das war die Prämisse hinter der Ivy-Mike-Bombe.
Die Detonation von Ivy Mike durch die Vereinigten Staaten führte zu sowjetischen Vergeltungsmaßnahmen, und die Sowjets versuchten schnell, aufzuholen. Obwohl die Sowjetunion ungefähr zur gleichen Zeit ihre RDS-6 gezündet hatte, wurde die RDS-6 durch Hochleistungssprengstoffe gezündet, während Ivy Mike durch Strahlungsmethode gezündet wurde. Die Sowjets gaben dann ihre Schichtkuchenmethode auf und konzentrierten sich auf eine zweistufige Bombenmethode.
Die Wasserstoffbombe hat hauptsächlich 2 Einheiten: eine Atombombe, die die primäre Einheit war, und eine sekundäre Energieeinheit. Die erste Stufe der Wasserstoffbombe ähnelte dem Schichtkuchen-Design, außer dass der Hauptunterschied darin besteht, dass die Initiierung durch ein Nukleargerät und nicht durch einen herkömmlichen Sprengstoff erfolgt. Dieses Design wurde ursprünglich 1941 von Enrico Fermi und Edward Teller postuliert. Teller bestand darauf, dass sie Deuterium durch eine Spaltwaffe entzünden sollten. Die Wasserstoffbombe war eine Herausforderung und würde stärker und zerstörerischer sein als die Atombombe. Die Fusionszelle selbst war nicht sehr leistungsfähig und kam auf etwa 17,6 MeV pro Reaktion, aber die Menge an Wasserstoffbrennstoff kann skaliert werden, um die Waffe so groß wie möglich zu bauen.

## Designprozess
Andrei Sacharow war der führende theoretische Mitarbeiter des RDS-37-Projekts, da er als erster die theoretischen Vorteile quantifizierte, die mit einem thermonuklearen Brennstoff erzielt werden könnten. Sacharow entwickelte seine eigene Kompressionsmethode, die völlig unabhängig vom Teller-Ulam-Design war. Sacharows Design für die atomare Kompression verwendete mehrere dicht gepackte Schichten von entweder Deuterium-Deuterium oder Deuterium-Tritium, die nach innen initiieren und eine atomare Kompression erreichen würden. Theoretisch würde ein atomarer Initiator in der Mitte eines kugelförmigen Gehäuses positioniert werden, das von Schichten aus thermonuklearem Brennstoff und Uran umgeben ist. Das gesamte System sollte durch einen Sprengstoff komprimiert werden, der rund um die Außenseite der mehrschichtigen Kugel platziert wurde, und eine Implosion und letztendlich die Initiierung des atomaren Initiators auslösen. Die Effizienz dieses Designs brachte Sacharow unter seinen Mitarbeitern im Designbüro 11 ein gewisses Ansehen ein. Dieses Design wurde von Sacharows Mitarbeitern als "Sloika" bezeichnet, da es einem traditionellen russischen, mehrschichtigen Kuchen ähnelte, der fest zusammengehalten wurde durch eine dicke Creme. Das Hauptproblem bei seiner Idee war, dass die Reaktionsquerschnitte von Deuterium-Deuterium- und Deuterium-Tritium-Reaktionen nicht bekannt waren und nur theoretisiert wurden. Das Konstruktionsbüro 11 (KB-11) präsentierte die Idee für das RDS-6-Bombendesign den Beamten der UdSSR unter Verwendung hauptsächlich theoretischer Berechnungen. Andrej Sacharow veröffentlichte im Januar 1949 eine Abhandlung, in der er feststellte, dass die Deuterium-Tritium- und Deuterium-Deuterium-Reaktionsquerschnitte nicht experimentell untersucht worden seien und alle Einschätzungen Vermutungen seien. Im März 1949 forderte Chariton Beria auf, Tamm und Kompaneets Zugang zu den Geheimdienstdaten mit den D-T-Querschnitten zu gewähren. Dies wurde abgelehnt, um den Zugang zu nachrichtendienstlichem Material zu minimieren, aber stattdessen wurden am 27. April D-T-Querschnittsmessungen an Tamm und Kompaneets gesendet, ohne den Ursprung zu nennen. Ironischerweise wurden ähnliche Daten in der Physical-Review-Ausgabe vom 15. April 1949 veröffentlicht. Mit diesen Informationen implementierten Sacharow und das Konstruktionsbüro 11 erfolgreich die atomare Kompression in den RDS-6-Tests. Am 24. Dezember 1954 wurde die Entscheidung zur Umsetzung der Idee der atomaren Kompression von sowjetischen Beamten in einem neuen Projektcode namens RDS-37 grünes Licht gegeben. Vorbereitungen für das Testgelände und andere wichtige Testoperationen traten Anfang 1955 in die Vorbereitungsphase ein. Für RDS-37 wurde ein neues Konstruktionsproblem bekannt, das die Verteilung der Ladung von der sphärischen Implosion symmetrisch hielt. Dies führte zur Entwicklung eines kanonischen Systems, bei dem sowohl das primäre als auch das sekundäre Modul in demselben Fach platziert wurden, um die Richtungsstreuung von Röntgenstrahlen zu maximieren. Die enormen Energiemengen der anfänglichen atomaren Initiierung wurden in Form von Röntgenstrahlen übertragen, die so gerichtet waren, dass sie die gesamte erforderliche Energie zum Initiieren der thermonuklearen Ladung lieferten. Die technischen Spezifikationen für das Bombendesign wurden bis zum 3. Februar 1955 fertiggestellt, aber kontinuierlich neu bewertet und verbessert, bis RDS-37 an das Testgelände in Semipalatinsk geliefert wurde. Während dieser Zeit fand KB-11 heraus, dass sie Lithium-Deuterium als thermonuklearen Brennstoff verwenden konnten, um den Deuterium-Tritium-Brennstoff zu ersetzen, für den nach der Veröffentlichung der Teller-Ulam-Tests entschieden wurde.
Mehrere Faktoren mussten vom KB-11 bei der Umsetzung der Idee der atomaren Kompression überwunden werden. Die Hauptprobleme betrafen die enormen Strahlungsmengen, die von der ersten Implosion der Atombombe ausgehen würden. Die berechneten Erträge waren groß genug, dass viele Bedenken bestanden, ob eine Struktur so konstruiert werden könnte, dass sie die Energieemission aufnehmen und halten kann. Das nächste große Hindernis, das es zu überwinden galt, war die Umwandlung der enormen Mengen an Strahlungsenergie in mechanische Energie, die zum Komprimieren des Hauptkörpers verwendet werden würde. In einem Bericht von Jakow Borissowitsch Seldowitsch und Andrei Sacharow wurde festgestellt, dass das neue Prinzip der atomaren Kompression, wie es im RDS-37 zu sehen ist, ein "leuchtendes Beispiel für kreative Teamarbeit" sei. Der Bericht rühmt sich weiterhin enormer Mengen an designorientierten, experimentellen und technologischen Bemühungen, die unter der Aufsicht des Chefdesigners vom KB-11, Juli Borissowitsch Chariton, durchgeführt wurden.
Die RDS-37 wurde als Luftbombe zusammengebaut und während der Tests aus einem Flugzeug abgeworfen. In der ersten Testphase wurde die Energieausbeute der Bombe aus Sicherheitsgründen reduziert. Die Lithiumdeuterid-Fusionszelle wurde modifiziert, um einen Teil des Fusionsbrennstoffs durch ein passives Material zu ersetzen.

## Testnachwirkungen
RDS-37 wurde am 22. November 1955 auf dem Testgelände von Semipalatinsk gezündet. Trotz dieser Verringerung der Ausbeute wurde ein Großteil seiner Schockwelle unerwartet wieder nach unten auf den Boden fokussiert, da die Waffe unter einer Inversionsschicht detonierte und einen Graben zum Einsturz brachte, der einen Soldaten tötete. Es verursachte auch den Einsturz eines Gebäudes im 65 km entfernten Kurtschatow, wobei ein junges Mädchen getötet wurde. Eine Gruppe von zweiundvierzig Personen in Kurtschatow wurde ebenfalls als durch Glassplitter verletzt registriert, die durch die Explosion verursacht wurden. Ein Wissenschaftler im theoretischen Labor von Andrei Sacharow erinnerte sich in einem gemeinsamen Memoirenbuch an den Test. Er beobachtete den RDS-37-Test von einer Beobachtungsstation, die zweiunddreißig Kilometer (20 Meilen) vom Epizentrum entfernt war. Als der Countdown Null erreichte, war der erste Eindruck, den er hatte, „eine fast unerträgliche Hitze, als ob sein Kopf ´für einige Sekunden in einen offenen Ofen gestellt worden wäre“. Die durch die Explosion verursachte Schockwelle aus Staub und Trümmern war näher kommend zu sehen und zu hören und erreichte die Beobachtungsstation etwa neunzig Sekunden nach der thermonuklearen Detonation. Alle Zuschauer mussten sich mit den Füßen in Richtung der Explosion auf ihr Gesicht fallen lassen, um Verletzungen durch umherfliegende Trümmer zu vermeiden. Nachdem die Schockwelle vorüber war, standen alle Zuschauer auf und fingen an, ihren Erfolg zu bejubeln, die Sowjetunion war der erste Staat, der erfolgreich eine zweistufige thermonukleare Waffe aus der Luft abwarf. Die gemessene Energieausbeute des Gerätes entsprach dem von 1,6 Megatonnen TNT.
Nach dem Test der RDS-37 stellte die Kommission während des Treffens am 24. November 1955 drei Dinge fest: „Das Design der Wasserstoffbombe, das auf einem neuartigen Prinzip basiert, wurde erfolgreich getestet; es ist notwendig, detaillierte Studien des Prozesse, die bei Explosionen von Bomben dieses Typs anzufertigen; die Weiterentwicklung von Wasserstoffbomben sollte auf der Grundlage einer breiten Anwendung der Prinzipien erfolgen, die als Grundlage der RDS-37-Bombe gewählt wurden“. Die erfolgreiche Erprobung des RDS-37 ermöglichte den Beginn der groß angelegten Entwicklung thermonuklearer Waffen. Die Ladung der RDS-37 wurde zum Prototyp für alle folgenden zweistufigen thermonuklearen Waffen in der UdSSR.
Die Bombe wurde absichtlich hoch in der Luft gezündet, um einen lokalen Fallout zu vermeiden. Die Explosionshöhe betrug 1.550 m (5.090 ft) über dem Boden.

## Liefermethode
Die Waffe wurde auf dem Testgelände Semipalatinsk in Kasachstan aus der Luft abgeworfen und war damit der erste zweistufige thermonukleare Test aus der Luft. Es war die größte Detonation, die jemals auf dem Testgelände Semipalatinsk durchgeführt wurde. Der RDS-6s-Gerätetest (Joe-4) von 1953 hatte ein einstufiges Design und war nicht auf den Megatonnen-Ertragsbereich skalierbar. Der RDS-37 wurde von einem Tupolev Tu-16-Bomber abgeworfen und wurde am häufigsten in den späten 1950er und 1960er Jahren eingesetzt. Nach einer Weile hatte die Sowjetunion das Gefühl, dass die 2,9-Megatonnen-Thermonuklearbombe für einige Missionen zu viel war, sodass die weniger starken RP-30- und RP-32-200-Kilotonnen-Bomben für einige Missionen bereit waren. Es würde die Vereinigten Staaten bis zum 20. Mai 1956 brauchen, etwa ein halbes Jahr, um die gleichen Ergebnisse durch den Cherokee-Atomwaffentest zu erzielen. Zu diesem Zeitpunkt hatte die USAF jedoch mehrere hundert Multi-Megatonnen-Bomben in ihrem Arsenal und mehr als 1.100 Flugzeuge, die sie ausliefern konnten.

## Wichtige Ergebnisse von RDS-37
Die RDS-37-Tests am Standort Semipalatinsk brachten die Sowjetunion wieder in das Wettrüsten mit den Vereinigten Staaten. Ein großer Teil davon war darauf zurückzuführen, dass die Sowjetunion als erstes Land die Verwendung von Lithiumdeuterium als thermonuklearen Brennstoff erfolgreich einsetzte. Ein weiterer wichtiger Faktor war die Genauigkeit, mit der die Sowjets die Energieausbeute ihrer Bomben vorhersagen konnten. Die Vorhersagen für die RDS-6-Tests waren bis zu 30 % genau und die RDS-37-Tests waren auf 10 % genau, während die Energieertragsvorhersagen des amerikanischen Gegenstücks im Castle-Bravo-Test um den Faktor zweieinhalb daneben lagen. Die Sowjets lieferten auch ein waffenfertiges Design für die RDS-37. Auf der amerikanischen Seite des Wettrüstens wurden die getesteten Bomben ferngezündet. "Der Test war der Höhepunkt jahrelanger Arbeit, ein Triumph, der den Weg für die Entwicklung einer ganzen Reihe von Waffen mit unterschiedlichen Hochleistungseigenschaften geebnet hat." Der Bericht über den RDS-37, geschrieben von Seldowitsch und Sacharow, erklärten, dass das neue Prinzip der atomaren Kompression, wie es im RDS-37 zu sehen ist, ein "leuchtendes Beispiel für kreative Teamarbeit" sei. Der Bericht rühmte sich einer enormen Menge an designorientierten, experimentellen und technologischen Bemühungen, die unter der Aufsicht von Chariton, dem Chefdesigner von KB-11, durchgeführt wurden.
Die erfolgreiche Detonation der ersten zweistufigen thermonuklearen Waffe war ein wichtiger Moment im Nuklearwaffenprogramm der Sowjetunion und trug dazu bei, den Weg des Programms zu formen. Es hatte gezeigt, dass sich die Kluft zwischen den Vereinigten Staaten und der Sowjetunion verringerte. Noch wichtiger war jedoch, dass die nukleare Ertragslücke geschlossen wurde. Es war nun ein Rennen zwischen den Nationen, die Bombe zu perfektionieren, sie leichter, zuverlässiger und kompakter zu machen. Nun markierte der 22. November 1955 das Datum, an dem die Sowjetunion eine Waffe besaß, die jedes Ziel in den Vereinigten Staaten zerstören konnte.
Das thermonukleare Wettrüsten zwischen den Vereinigten Staaten und der Sowjetunion übertraf alle Erwartungen der beteiligten Wissenschaftler. Zwei Länder, die thermonukleare Waffen mit einer solchen Energieausbeute aus zwei verschiedenen Konstruktionsmethoden herstellten, erwiesen sich in den 1950er Jahren als die Krönung der Wissenschaft. Natürlich spornte die erfolgreiche und vielversprechende Arbeit sowohl der Vereinigten Staaten als auch der Sowjetunion jedes Land nur an, auf stärkere Waffen zu entwickeln, da die Türen des thermonuklearen Waffenpotentials geöffnet worden waren. Das war damals natürlich völlig normal, wenn man bedenkt, dass der Kalte Krieg in vollem Gange war. Das Wissen, dass die Physiker, Ingenieure, Wissenschaftler und großen Denker der Sowjetunion nicht nur mit den Amerikanern konkurrieren, sondern sie auch in einigen Schlüsselbereichen der Waffen- und Technologieentwicklung übertreffen konnten, war ein bedeutender Schub für die sowjetische Moral.
Das RDS-Programm brachte das Genie von Andrei Sacharow hervor, der zweifellos die treibende Kraft hinter dem sowjetischen Programm zur Entwicklung thermonuklearer Waffen war. Während seiner Zeit im Konstruktionsbüro 11 formulierte Sacharow die kritischsten Ideen für die Weiterentwicklung sowjetischer thermonuklearer Projekte. RDS-37 verschaffte Sacharow viel Glaubwürdigkeit und Ansehen bei seinen Mitarbeitern und Vorgesetzten. Nach seinem Erfolg erhielt er mehr Autonomie in seiner Forschung und leistete bedeutende Beiträge im Bereich der Atomwaffen (und -industrie). Seine Studien und Theorien zum magnetischen Plasmaeinschluss und zum magnetischen thermonuklearen Reaktor führten schließlich zur Einführung großer elektromagnetischer Impulsgeräte und der Laserfusion. Viele von Sacharows Arbeiten und vorgeschlagenen Ideen während seiner Zeit bei der Arbeit an den RDS-Projekten werden noch heute fortgesetzt.
Videos der RDS-37 werden oft mit Videos der Zar-Bombe verwechselt, die ziemlich ähnlich aussehen. RDS-37-Videos haben die Detonation in der Mitte und Zar-Bomben-Videos haben die Detonation rechts (mit Ausnahme des Pilzwolkenvideos, das sich in der Mitte befindet). Darüber hinaus fand der RDS-37-Test im Testgebiet Semipalatinsk statt, und einige der Videos blicken über die Dächer der geheimen Stadt Kurtschatow, auch bekannt als Semipalatinsk-16. Die Detonation der Zar-Bombe ereignete sich über der südlichen Hälfte der arktischen Polarwüsteninsel Nowaja Semlja, zu dieser Zeit gab es keine ähnlichen Bevölkerungszentren im Umkreis von Hunderten von Kilometern.